# Munsiganj
Munsiganj (Bengalisch: মুন্সিগঞ্জ, Munsigañj, auch মুন্সীগঞ্জ, Munsīgañj; Englisch auch als Munshiganj) ist eine 14,17 Quadratkilometer große Stadt in Zentralbangladesch. Die im östlichen Teil des Distrikt Munsiganj gelegene Distrikthauptstadt liegt unweit des Flusses Meghna. Die Einwohnerzahl Munsiganjs liegt bei über 60.000.